# Club Presidente Hayes
Maillots
Dernière mise à jour : 5 décembre 2010.
Le  Club Presidente Hayes est un club de football paraguayen basé dans la ville de Tacumbú, une ville de l'agglomération d'Asuncion.
Il a été créé en 1907. Il est souvent connu sous les sobriquets de The Yankees (Los Yanquis) et La Estrellita.

## Historique
Le club est fondé en 1907. Il est nommé en hommage à Rutherford B. Hayes, 19e président des États-Unis, pour son rôle en tant qu’arbitre des pourparlers de paix organisés après la guerre de la Triple Alliance.

## Palmarès
- Championnat du Paraguay (1) :
  - Champion en 1952

- Championnat du Paraguay D2 (8) :
  - Champion en 1911, 1919, 1958, 1967, 1971, 1973, 1974 et 1991

- Championnat du Paraguay D3 (1) :
  - Champion en 2006